# Suore della misericordia
Le suore della misericordia (in inglese Congregation of the Sisters of Mercy) sono un istituto religioso femminile di diritto pontificio: i membri di questa congregazione pospongono al loro nome la sigla R.S.M.

## Storia
Le suore della misericordia vennero fondate in Baggot street a Dublino il 24 settembre 1827 da Catherine McAuley (1778-1841) per l'insegnamento e le opere di carità: per il governo la McAuley adottò una forma monastica, per cui tutte le filiali della casa madre di Dublino, pur adottando le regole a conformandosi al carisma della fondatrice, furono autonome e soggette all'autorità dei vescovi locali.
Il 14 luglio 1994 le 26 congregazioni diocesane di suore della misericordia irlandesi e una sudafricana si fusero in un unico istituto centralizzato, sottoposte a una sola superiora generale residente a Clondalkin, presso Dublino.

## Attività e diffusione
Le suore della misericordia si dedicano all'istruzione e all'educazione cristiana della gioventù e ad altre opere di carità.
Oltre che in Irlanda, sono presenti in Brasile, Canada, Kenya, Nigeria, Perù, Regno Unito, Sudafrica, Stati Uniti d'America e Zambia: la sede generalizia è a Clondalkin.
Al 31 dicembre 2005 l'istituto contava 2.760 religiose in 224 case.